# Johnny Most
Johnny Most, all'anagrafe John M. Most (New York, 15 giugno 1923 – Hyannis, 3 gennaio 1993), è stato un giornalista statunitense, conosciuto per le radiocronache dei Boston Celtics fatte dal 1953 al 1990.

## Carriera
È stato una leggenda per i tifosi dei Boston Celtics durante l'era d'oro della franchigia dagli anni cinquanta fino alla fine degli anni ottanta. Nel New England è una figura paragonabile a quella di Bill Russell, Bob Cousy e Larry Bird, e molti tifosi guardando le partite in televisione abbassavano il volume per sentire le sue radiocronache.
Leggendario il suo urlo roco Havlicek stole the ball! It's all over! Johnny Havlicek being mobbed by the fans! nella gara-7 della finale del 1964-65 contro i Philadelphia 76ers.
Nato da genitori ebrei a New York, prese il nome del nonno paterno Johann Most pensatore anarchico tedesco-americano. Johnny Most fu uno dei laureati di successo della DeWitt Clinton High School nel Bronx. Incominciò la sua carriera negli anni quaranta, partecipò alla seconda guerra mondiale e nel 1953 fu assunto dal proprietario dei Boston Celtics Walter Brown e dal coach Red Auerbach per le cronache alla radio della squadra.
Most raramente criticava i Celtics durante le partite, ma non risparmiava le critiche ai giocatori delle altre squadre. Per esempio soprannominò Magic Johnson "Crybaby Johnson" dopo che questi aveva contestato con successo una decisione arbitrale. Inoltre fu molto duro con i Detroit Pistons per il loro gioco rude alla fine degli anni ottanta.
Il 10 ottobre del 1990, Johnny Most annunciò il ritiro per motivi di salute. Il 3 dicembre dello stesso anno, fu onorato con l'installazione permanente del suo microfono al Boston Garden.
Poco dopo la sua morte nel 1993, gli fu assegnato il prestigioso "Curt Gowdy Media Award" dalla fondazione Naismith Memorial Basketball Hall of Fame per il suo contributo alla pallacanestro. Il 4 ottobre 2002 Most è stato introdotto nella categoria media nella New England Basketball Hall of Fame alla University of Rhode Island.